# Gervais (Oregon)
Gervais é uma cidade localizada no estado norte-americano de Oregon, no Condado de Marion.

## Demografia
Segundo o censo norte-americano de 2000, a sua população era de 2009 habitantes.
Em 2006, foi estimada uma população de 2393, um aumento de 384 (19.1%).

## Geografia
De acordo com o United States Census Bureau tem uma área de
1,0 km², dos quais 1,0 km² cobertos por terra e 0,0 km² cobertos por água. Gervais localiza-se a aproximadamente 50 m acima do nível do mar.

## Localidades na vizinhança
O diagrama seguinte representa as localidades num raio de 12 km ao redor de Gervais.